# Hedychium coccineum
Hedychium coccineum là một loài thực vật có hoa trong họ Gừng. Loài này được Buch.-Ham. ex Sm. mô tả khoa học đầu tiên năm 1811.

## Hình ảnh

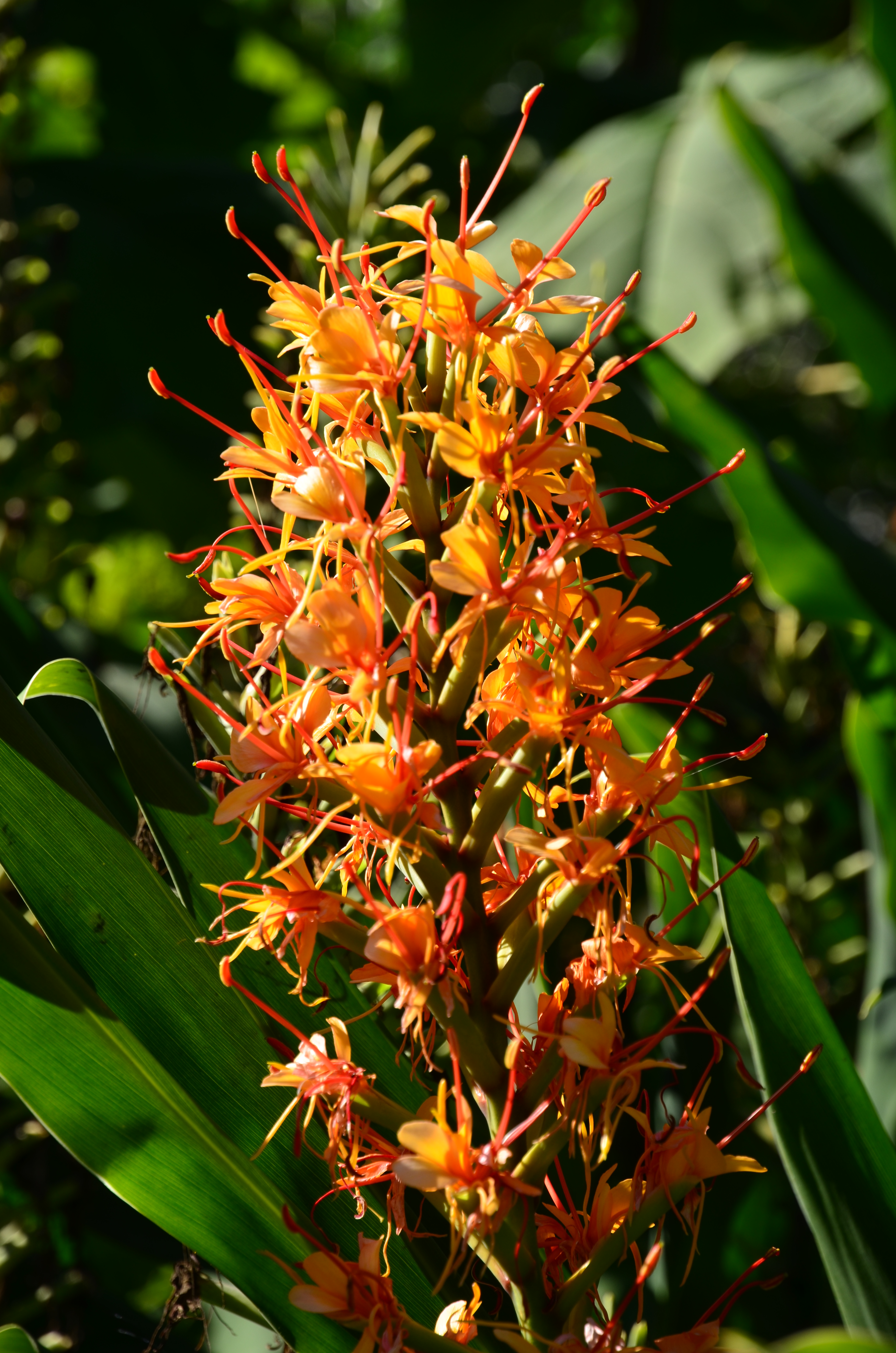
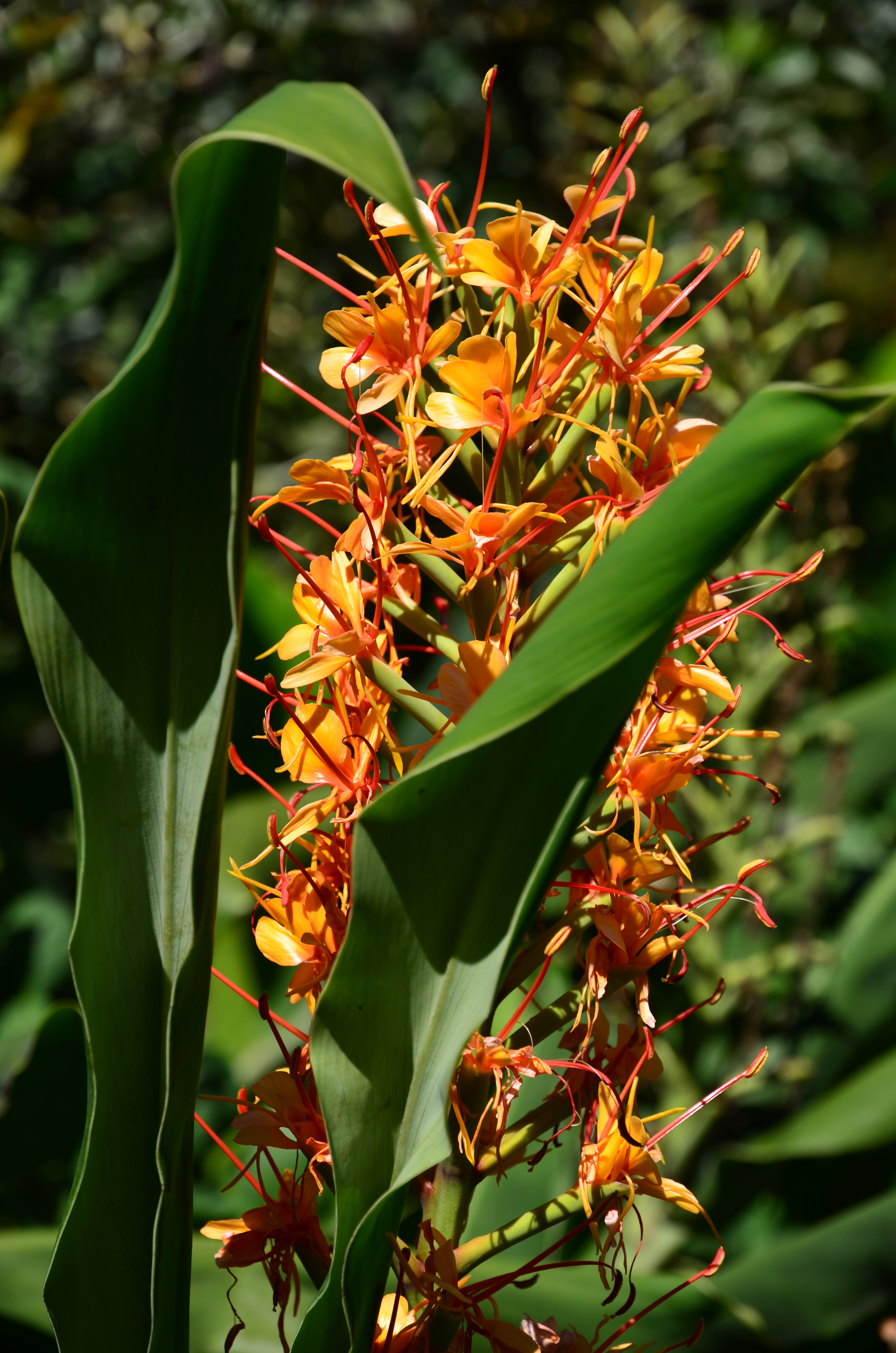
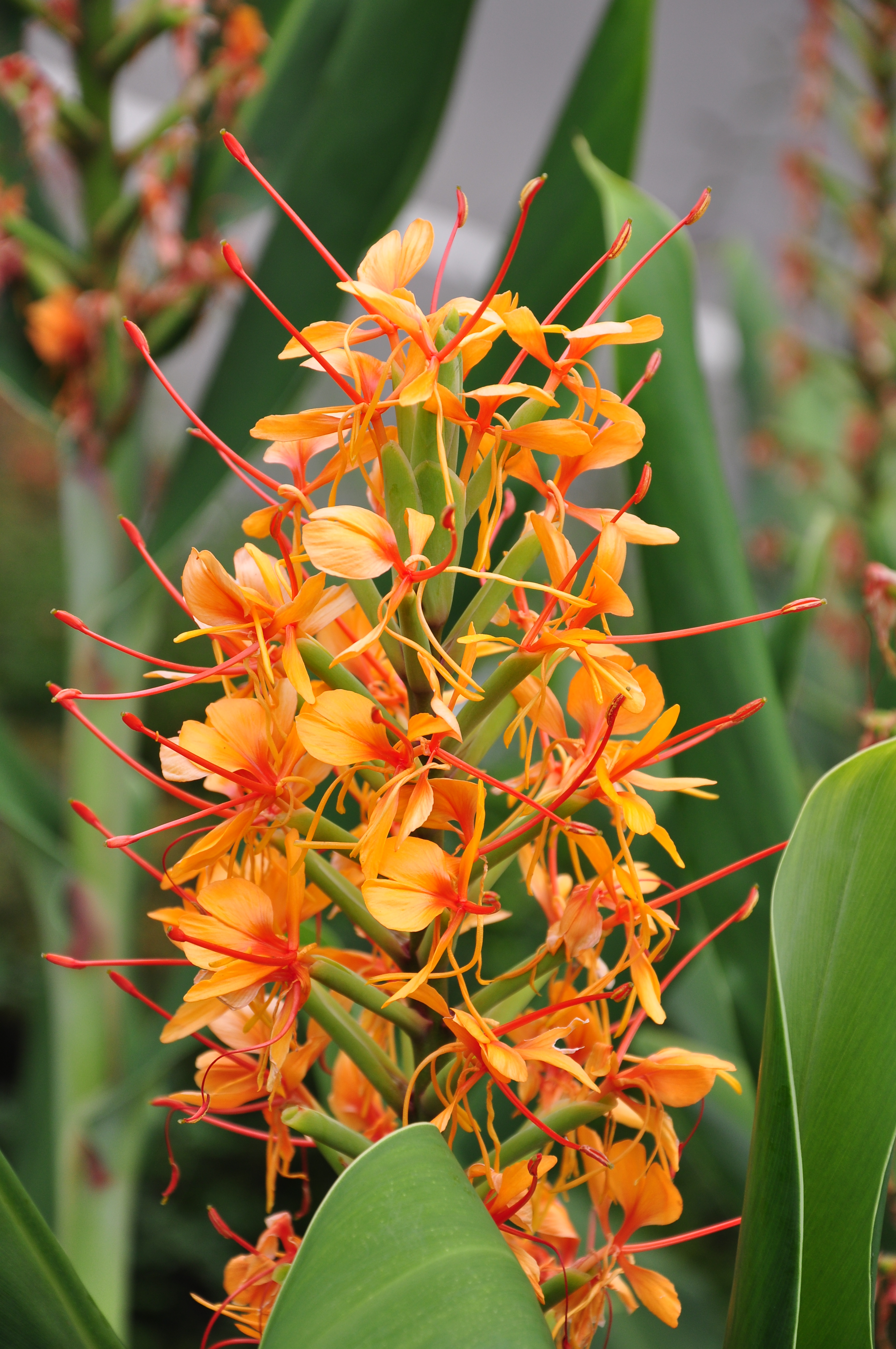
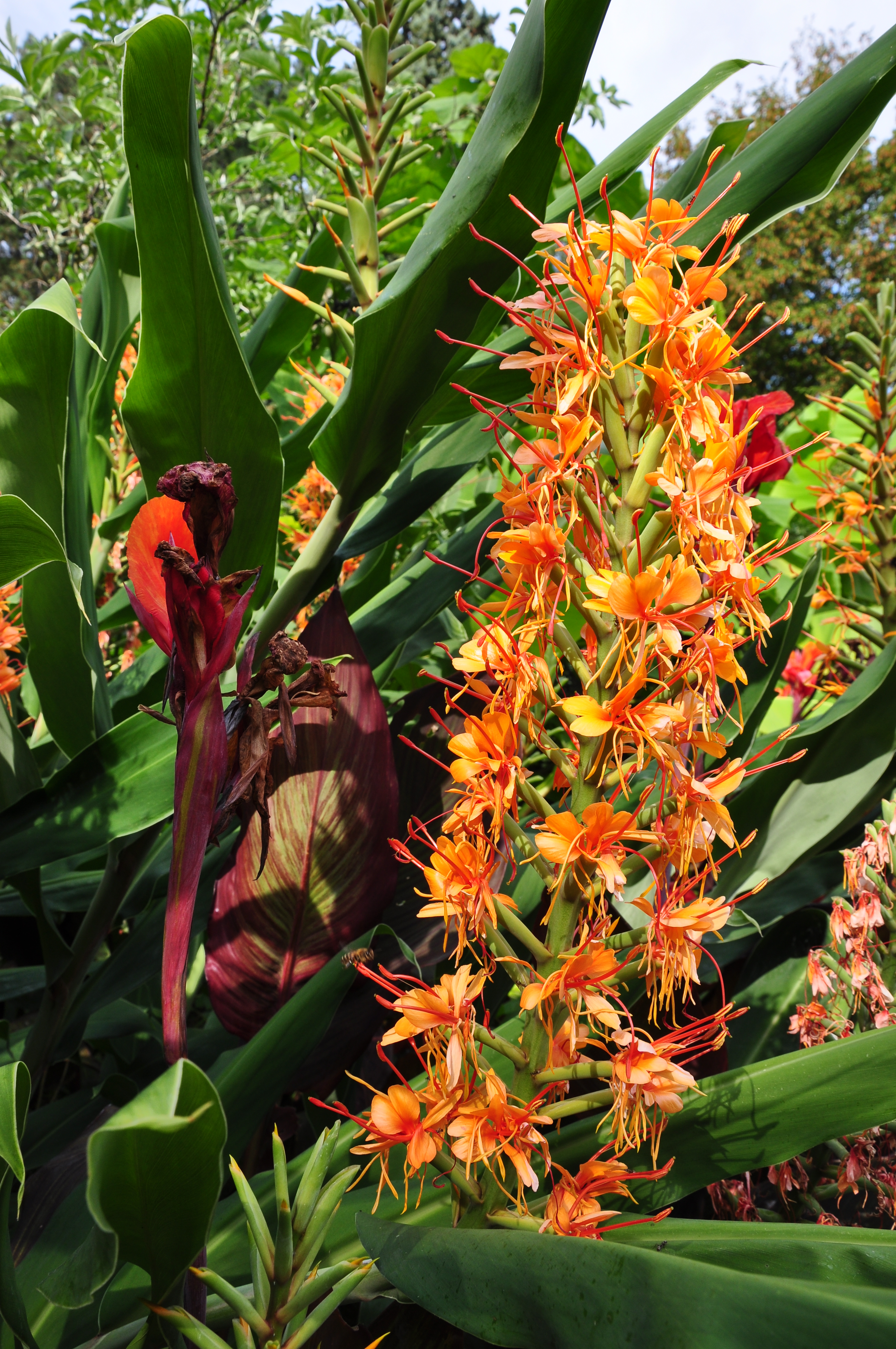